# Netzcode
Der Begriff Netzcode stammt aus dem Netzjargon (vom englischen „netcode“, die Abkürzung für „network code“, zu deutsch etwa: Netzwerk-Programmcode) und bezeichnet hier in der Regel den Teil eines Computerprogrammes, der für die Kommunikation in Netzwerken zuständig ist.
Der Begriff wird im Computerspielebereich oft im Zusammenhang mit Verzögerungen (Lags) oder tatsächlichen Mängeln des Mehrspieler-Verhaltens von Computerspielen verwendet.

## Zweck
Ziel ist es, den aktuellen Zustand der eigenen Spielfigur zum zentralen Spiele-Server zu übertragen und gleichzeitig den ebenso möglichst aktuellen Zustand der anderen Spielfiguren sowie der Spielewelt zu erhalten.
Der aktuelle Zustand kann durch eine beliebige Art und Anzahl von Attributen bestimmt werden. Verbreitet sind der aktuelle Gesundheitszustand von Spielfiguren, Fertigkeiten und getragene Gegenstände der Spielfiguren sowie Typ, Größe, Position und Bewegungsrichtung von Spielfiguren und Objekten in der Spielewelt.
Die auf den Rechnern der Spieleteilnehmer installierte Client-Software kann diese Zustandsinformation in Folge grafisch darstellen und dem Spieler erlauben, mit den in den Zustandsinformationen beschriebenen Gegenständen und Spielfiguren zu interagieren.

## Umsetzung
Um die zu übertragende Datenmenge zu reduzieren, wird meistens ein kodiertes, also nicht direkt menschenlesbares, Netzwerkprotokoll (Binär-Protokoll) verwendet. In der darunter liegenden Schicht wird üblicherweise ein zustandsloses Netzwerkprotokoll wie das UDP eingesetzt. Der Vorteil zustandsloser Protokolle liegt im geringeren Overhead und der geringeren Latenzzeit. Hierdurch können zumindest weiche Echtzeitanforderungen besser erfüllt werden.
Um die Spieleentwicklung zu vereinfachen, werden diese Netzwerkprotokolle in Programmbibliotheken verpackt, um eine Übertragung von Zustandsinformationen an den Server mittels nur weniger Zeilen Programmcode zu ermöglichen und ebenso die Erstellung einer zentralen Gegenstelle, eines Gameservers, vereinfachen.
Oft sind Netcode-Bibliotheken mit anderen, für die Spieleentwicklung relevanten, Programmbibliotheken gekoppelt. Beispielsweise können 3D-Grafik-Ausgabe, Klang-Ausgabe und Steuerungs-Eingabe gekoppelt sein. So wäre es beispielsweise möglich, einem Mausklick eine Bewegung der eigenen Spielfigur sowie ein Geräusch zuzuordnen und diese Zustandsinformationen dann mit Hilfe des Netcodes zum Spieleserver und somit zu den anderen Spielteilnehmern zu schicken.
In einer weiteren Abstraktion kann Netcode auch in einem Spieleentwicklungsbibliothek (engl. game development toolkit) oder einer Spiel-Engine enthalten sein, die ein Komplettpaket für die Entwicklung eines konkreten Spieles darstellen.
Durch diese Komplettpaket-Charakter ist es beispielsweise möglich, der Spiel-Engine mitzuteilen, eine bestimmte Spielfigur in die Spielwelt zu setzen und sie mit verschiedenen Eigenschaften auszustatten. Sie wird in Folge ohne weiteres Zutun des Spieleentwicklers für die anderen Spielteilnehmer ebenfalls sichtbar werden, weil die Spiel-Engine die Zustandsinformationen automatisch zum und vom Server überträgt.
Es wäre auch beispielsweise möglich, eine Spielfigur eine zuvor definierte Bewegung ausführen zu lassen, zum Beispiel einen Arm zu heben und hörbar zu Grüßen. Anstatt hier die Information zur Bewegung jedes einzelnen Armteils und den Befehl zur Klang-Ausgabe zu übertragen, können diese Abläufe weiter zusammengefasst (abstrahiert) werden, um die zu übertragende Datenmenge zu reduzieren. In diesem Fall würde nur die Zustandsinformation „Figur 1 grüßt“ übertragen werden, welche in Folge für die anderen Spielteilnehmer ebenfalls in ihrer definierten Abfolge erscheint und ertönt.
Beispiele von Netcode-Bibliotheken sind:
- DirectPlay als Teil von DirectX
- SDL_Net als Teil von SDL
- RakNet oder HawkNL zusammen mit Crystal Space
- OgreSocks zusammen mit OGRE